# Svemirske letjelice
Svemirska letjelica je vozilo koje putuje kroz svemir. Svemirske letjelice mogu biti samostalne svemirske sonde ili vozila s ljudskom posadom. Ovaj se izraz koristi i za umjetne satelite, koji su izrađeni na sličan način.

## Svemirski Teleskop Hubble
Svemirski teleskop Hubble je nastao kao zajednički projekt NASA-e i ESA-e. Nalazi se u orbiti oko Zemlje, odakle snima galaktike i druge objekte. Iako nije najveći teleskop na svijetu, dobiva najbolje slike jer na kvalitetu njegovih snimaka ne utječe Zemljina atmosfera. Slike snima s 5 puta većom oštrinom nego najjači teleskopi na Zemlji.

## Program Voyager
Dvije identične letjelice Voyager 1 i Voyager 2 su letjelice koje su najviše udaljene od Zemlje. U 25 godina poslije njihovog lansiranja koje je bilo 1977. godine, Voyageri su mnogo dalje od patuljastog planeta Plutona. Oni se sada približavaju području heliopauze – područja na kojem tijela više ne primaju svjetlost i toplinu sa Sunca i tu počinje međuzvjezdano putovanje. Voyager 1 koji je gotovo dvostruko udaljeniji od Zemlje nego što je to Pluton se giba brzinom od više od 17 km u sekundi. Obe letjelice još šalju signale putem Deep Space Network. Primarna misija je bila istraživanje Jupitera i Saturna, a nakon toga Voyager 2 je bio poslan u istraživanje Urana i Neptuna, a Voyager 1 dalje prema Plutonu i kraju Sunčevog sustava.

## Mars Reconnaissance Orbiter
Mars Reconnaissance Orbiter je letjelica za istraživanje Marsa. Kada dođe do njega postat će njegovim 4. umjetnim satelitom. MRO će istraživati područja za slijetanje budućih rovera i letjelica na Mars: Phoenix i Mars Science Laboratory

## GALEX
GALEX je teleskop koji je smješten u Zemljinoj orbiti. On istražuje galaktike u ultraljubičastom području sve do 10 milijardi godina u prošlost. Istraživanja će pomoći znanstvenicima da shvate evoluciju i nastanak galaktika. Tijekom 29 mjeseci GALEX će napraviti mapu galaktika u cijelom svemiru koji će pomoći u razumijevanju kako su galaktike formirane. 

## SMART-1
Letjelica SMART-1 ima zadaću istraživati ionski pogon i tražiti led na Mjesečevom južnom polu. Lansiran je 27. rujna 2003. godine u 23.14 sati, a u orbitu oko Mjeseca je ušao 15. listopada 2004. g. Lansiran je s raketom Ariane-5, s masom pri lansiranju od 367 kg. Misija završava u 8. mjesecu 2006. godine.
SMART-1 je prva letjelica ovakve vrste. Njegova prva primarna misija je istraživanje ionskog pogona. Druga misija je istraživanje novih tehnologija za letjelicu i instrumente.

## SOHO
SOHO je letjelica koja istražuje Sunce i njegov sastav, te njegovo magnetsko polje, solarni vjetar i baklje, te istraživanja dublje prema jezgri, ispod korone.

## INTEGRAL
INTEGRAL je letjelica koja ima zadaću istraživati gama-zrake te crne rupe, neutronske zvijezde, aktivne galaktike, supernove, otkriti kako su nastali kemijski elementi te istražiti misteriozne gama-bljeskove.
INTEGRAL je lansiran 17. listopada 2002. godine u 4.41 sati. Lansiran je uz pomoć rakete Proton, a masa letjelice je bila 4000 kg. Primarna misija traje dvije godine, zatim se misija produžuje još tri godine. INTEGRAL je letjelica koja sa svojim senzorima i instrumentima tvori najbolji opservatorij gama zraka ikada sagrađen.

## XMM-Newton
Letjelica XMM-Newton je lansiran 10. prosinca 1999. g. Misija mu je trajala dvije godine plus dodatne četiri. Lansiran je uz pomoć rakete Ariane 5 s masom od 3.800 kg. Postavljen je u 48 satnu orbitu. Njegova područja istraživanja su X-zrake izašle iz crne rupe, svojstva eksplodirajućih zvijezda, prirodu egzotičnih objekata. 
XMM-Newton je posebna letjelica. To je najveći znanstveni satelit sagrađen u ESA-i,  te s velikim zrcalima i osjetljivim instrumentima vidi najdublje u X-području. XMM-Newton kontrolira European Space Operations Centre (ESOC) u Darmstadtu, Njemačka, koristeći antene u Australiji, Čileu i Francuskoj Gvajani.

## Phoenix Mars Lander
Phoenix Mars Mission, lansiran u kolovozu 2007.,  dizajniran je za istraživanje Marsa te za traženje vode i tragova života na Marsu. Phoenix je zamišljen kao visoko operativni rover te kao dosta jeftina misija.

## Vanjske poveznice
- NASA: Svemirske letjelice  Arhivirana inačica izvorne stranice od 8. ožujka 2021. (Wayback Machine)
- Povijest svemirskih letjelica